# نیو ورلد سنتر
نیو ورلد سنتر (انگلیسی: New World Center مرکز جهان جدید) تالار کنسرتی در ساوت بیچ میامی بیچ، فلوریدا آمریکا است که فرانک گری آن را طراحی کرده‌است. این بنا با ظرفین ۷۵۶ صندلی میزبان سمفونی نیو ورلد است و در ژانویهٔ ۲۰۱۱ افتتاح شده‌است.